# Le Défenseur (film)
Pour les articles homonymes, voir Le Défenseur.
Pour plus de détails, voir Fiche technique et Distribution.
Le Défenseur est un film français réalisé par Alexandre Ryder, sorti en 1930.

## Synopsis
Un riche financier laisse une lettre accusant sa femme, après s'être blessé mortellement par accident. C'est le fils du financier qui est soupçonné.

## Fiche technique
- Titre : Le Défenseur
- Réalisation : Alexandre Ryder
- Scénario : Pierre Maudru
- Photographie : Willy Faktorovitch
- Musique : Victor Alix
- Décors : Jean d'Eaubonne
- Producteur délégué : Jacques Haïk
- Société de production : Les Établissements Jacques Haïk
- Pays de production :  France
- Langue : Français
- Format : Noir et blanc — 35 mm — 1,37:1 — Son : Mono
- Genre : Film dramatique
- Dates de sortie :
  - France : 6 juin 1930
  - Portugal : 22 avril 1931

## Distribution
- Louise Lagrange : Renée de Pernois
- Max Maxudian : Monsieur de Pernois
- Marcel Vibert : Pierre de Quenay
- Ginette Gaubert : La dactylo
- Pierre Etchepare : Le secrétaire
- Pierre Nay : Roger
- Paul Azaïs